# 土断
土断（どだん）は、五胡十六国時代の東晋、南北朝時代の南朝宋で行われた戸籍登録法。現住地で戸籍に登録・課税する戸籍登録法を指す。

## 概要
土断の発想は西晋からあった。後漢末から三国時代の戦乱で、多くの流民が発生した。課税は本籍地（本貫）を基準に行うので、本籍地から離れた流寓者は、無戸籍の扱いとなり課税の対象とならなかった。これは庶民ばかりでなく琅邪王氏のような大族でも同様であった。また土地を持てないものは豪族の私有民となり、政府が掌握できないことが多くなった。西晋が天下を統一すると、地方に本籍を持つ者が、首都である洛陽に住み着く例も増えた。これも形の上では無戸籍扱いなので、課税対象にはならなかった。
そこで衛瓘と司馬亮らは、武帝に土断を献策し、李重（李通の曾孫）もまた、同様の献策を行った。公卿以下庶民に至るまで、現住所に本籍を移すことで、課税の対象にしようとしたのである。武帝は衛瓘らの献策を評価したが、実行には移されなかった。
晋の南遷（東晋の建国）以来、華北から多くの漢民族が江南（長江下流域）に移住してきたが、その多くは華北が本籍であり、江南においては流寓者として扱われた。
更に江南の地は人口密度が元々低く、三国時代の呉においても豪族が割拠する状態であり、中央集権から程遠い状態にあった。東晋にとって、事態は西晋よりさらに深刻であった。
そこで東晋および南朝の各王朝は、移住者に対しても現住地で戸籍を編成し、豪族の私有民となることを防ぐとともに、課税の対象にしてその軍事・財政強化をはかった。このように現住地で戸籍に編入することを土断法というが、東晋そのものが流寓者の政権であるため桓温や劉裕のような実力者でなければ手を付けられなかった。東晋のものでは興寧2年（364年）の庚戌の土断が知られている。
この戸籍編入が必要であったのは、当時既に税の徴収・徴兵が戸籍に基づき行われていたこと、戸籍から無断で離れた住民は原戸籍に戻されていた為であり、後漢末以来の兵乱で乏しくなった人口を華北へ戻したくない南朝の各王朝にとっては不可欠であった。